# Bureau de la correspondance du pharaon Akhenaton
Le bâtiment connu sous le nom de Bureau de la correspondance du pharaon (également connu sous le nom de Bureau des archives) est situé dans le quartier de la « ville centrale » de l'ancienne cité égyptienne d'Akhetaton (connue sous le nom d'Amarna à l'époque moderne). La ville était la capitale éphémère sous le règne du pharaon Akhenaton pendant la XVIIIe dynastie.

## Histoire
Le bâtiment actuel (bien que le nom puisse faire référence à un plus grand complexe de bâtiments) est situé derrière les bâtiments connus sous le nom de « Maison du roi » et le petit temple d'Aton, et est maintenant en ruine, et il semble être l'endroit où les villageois locaux ont découvert vers 1888 un dépôt de tablettes, maintenant connu sous le nom de lettres d'Amarna. Le bâtiment comprenait des briques estampillées avec les mots « Bureau de correspondance du pharaon ».